# Jan van Ligne
Jan van Ligne (Frans: Jean de Ligne) (ca. 1525 – gesneuveld bij Heiligerlee, 23 mei 1568) was van oorsprong baron van Barbençon in het graafschap Henegouwen (Zuidelijke Nederlanden). Door zijn huwelijk werd hij rijksgraaf van Arenberg (daarom wordt hij ook soms Arenberg of Aremberg genoemd).

## Levensbeschrijving
Jan van Ligne kwam voort uit het Henegouws geslacht Ligne en was een zoon van Lodewijk van Ligne, baron van Barbençon en Maria van Bergen, vrouwe van Zevenbergen, Zuid-Polsbroek en Noordeloos. Dochter van Cornelis van  Glymes en Maria Margaretha van Zevenbergen. Jan werd geboren in 1525; andere bronnen noemen 1524 of 1528.
In 1546 benoemde keizer Karel V hem tot ridder van het Gulden Vlies. Jan van Ligne bevond zich in de intiemste kringen rond de keizer en behoorde tot de groep vertrouwelingen die werden geselecteerd voor belangrijke bestuursfuncties. In 1547 werd hij door dezelfde Karel benoemd tot opvolger van Maximiliaan van Egmond (graaf van Buren) en op 1 januari 1549 trad hij in diens functie van stadhouder van Groningen, Friesland, Drenthe en Overijssel. In 1551 werd hij tevens benoemd tot stadhouder van Lingen.
Jan van Ligne nam deel aan de veldtochten tegen Frankrijk. Hij had een goede verstandhouding met Willem van Oranje, die hij goed kende als tutor van diens echtgenote Anna van Egmond, gravin van Buren.

## Opstand
Tijdens de Opstand distantieerde hij zich echter van Willem, Egmond en Horne en bleef koning Filips II trouw. Hij slaagde er echter niet in de Staten van zijn gewesten over te halen tot het accepteren van de bisdommen Leeuwarden, Groningen en Deventer. Tijdens de beraadslagingen in de Raad van State over het Compromis der Edelen en het Smeekschrift sprak Arenberg zich uit voor de afschaffing van de Inquisitie en matiging van de plakkaten, maar tegen het bijeenroepen van de Staten-Generaal. Ook stemde hij voor de afvaardiging van Montigny en Bergen naar de koning. In zijn gewesten stond hij in dat jaar machteloos tegenover de verbreiding van de reformatorische ideeën. In 1567 slaagde hij er echter in om met behulp van in Duitsland geworven troepen zonder bloedvergieten het koninklijk gezag en de katholieke godsdienst te herstellen.
Terug in het zuiden vervulde hij zijn militaire plichten onder Alva, maar hij maakte bezwaar tegen de arrestatie van Egmond en Horne. Hij was een lid van de Raad van Beroerten. Na de inval van Lodewijk van Nassau in Groningen gelastte Alva hem naar zijn gewesten terug te keren om met Lodewijk van Nassau af te rekenen. In het zicht van de vijand wilde Arenberg niet de komst van versterkingen onder de graaf van Megen afwachten, volgens sommige historici omdat de Spaanse troepen onder leiding van Gonzalo de Bracamonte hem ophitsten de strijd aan te gaan.

## Slag
In het treffen bij Heiligerlee op 23 mei 1568 vond hij de dood, waarna zijn troepen de aftocht bliezen. Kardinaal Granvelle beschreef zijn dood als een groot verlies voor het geloof en de koning.
Zowel Arenberg als graaf Adolf van Nassau sneuvelden in de slag bij Heiligerlee. Beiden werden opgebaard in het klooster van Heiligerlee. Arenberg werd begraven in Zevenbergen (NB) in de St. Catharinakerk (1568) en zijn overschot werd in 1614 overgebracht naar het familiegraf van de Arenbergs in de kloosterkerk van Edingen.

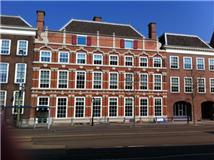
Kneuterdijk 24

## Stamvader Arenberg
Door het huwelijk van Jan van Ligne met erfdochter Margaretha van der Mark (1527-1599) werd hij stamvader van het derde Huis Arenberg. Sindsdien was hij gerechtigd de titel van graaf van Arenberg te dragen, dat tot dan toe een heerlijkheid was geweest. Verder was hij onder meer heer van Zevenbergen (sinds 1560) en baron van Barbençon. Ze woonden aan de Kneuterdijk op nummer 24. Later woonde Johan van Oldenbarnevelt in dat huis.
Het paar kreeg volgende kinderen:
- Karel van Arenberg (1550-1616)
- Margaretha (1552-1611), in 1569 getrouwd met Filips van Lalaing
- Robert (1564-1614), eerste prins van Barbençon
- Antonia Wilhelmina (1557-1626), trouwde in 1577 met Salentijn van Isenburg, aartsbisschop van Keulen, die om te trouwen de geestelijke staat verliet.

Jan van Ligne was een gerespecteerd veldheer en beschikte over een groot familiekapitaal en vele landgoederen. De functie van stadhouder van de noordelijke provinciën vervulde hij vanuit Vollenhove. Daarnaast was hij heer van Westerwolde, sinds hij in 1561 dit landschap samen met de Wedderborg en de heerlijkheid Bellingwolde en Blijham gekocht had. Deze borg werd in 1568 – vlak vóór de slag – veroverd door Staatse troepen onder graaf Lodewijk van Nassau.

## Voorouders
| Voorouders van Jan van Ligne | Voorouders van Jan van Ligne                                    | Voorouders van Jan van Ligne                                    | Voorouders van Jan van Ligne                                           | Voorouders van Jan van Ligne                                           | Voorouders van Jan van Ligne                                             | Voorouders van Jan van Ligne                                             | Voorouders van Jan van Ligne                                             | Voorouders van Jan van Ligne                                             |
| ---------------------------- | --------------------------------------------------------------- | --------------------------------------------------------------- | ---------------------------------------------------------------------- | ---------------------------------------------------------------------- | ------------------------------------------------------------------------ | ------------------------------------------------------------------------ | ------------------------------------------------------------------------ | ------------------------------------------------------------------------ |
| Overgrootouders              | Michiel van Ligne (1395-1470) ∞ Bonne van Abbeville (1415-1472) | Michiel van Ligne (1395-1470) ∞ Bonne van Abbeville (1415-1472) | Josse van Halewijn (1420-1472) ∞ Johanna van la Trémouille (1430-1470) | Josse van Halewijn (1420-1472) ∞ Johanna van la Trémouille (1430-1470) | Jan II van Glymes (1417-1494) ∞ 1444 Margaretha van Rouveroy (1420-1465) | Jan II van Glymes (1417-1494) ∞ 1444 Margaretha van Rouveroy (1420-1465) | Arnold van Zevenbergen (1438-1492) ∞ Maria Petronella van Vianen (-1465) | Arnold van Zevenbergen (1438-1492) ∞ Maria Petronella van Vianen (-1465) |
| Grootouders                  | Willem van Ligne (1450-1519) ∞ Adriana van Halewijk (-)         | Willem van Ligne (1450-1519) ∞ Adriana van Halewijk (-)         | Willem van Ligne (1450-1519) ∞ Adriana van Halewijk (-)                | Willem van Ligne (1450-1519) ∞ Adriana van Halewijk (-)                | Cornelis van Glymes (1458-1508) ∞ Maria Margaretha van Zevenbergen (-)   | Cornelis van Glymes (1458-1508) ∞ Maria Margaretha van Zevenbergen (-)   | Cornelis van Glymes (1458-1508) ∞ Maria Margaretha van Zevenbergen (-)   | Cornelis van Glymes (1458-1508) ∞ Maria Margaretha van Zevenbergen (-)   |
| Ouders                       | Lodewijk van Ligne (-1516) ∞ Maria van Glymes (-)               | Lodewijk van Ligne (-1516) ∞ Maria van Glymes (-)               | Lodewijk van Ligne (-1516) ∞ Maria van Glymes (-)                      | Lodewijk van Ligne (-1516) ∞ Maria van Glymes (-)                      | Lodewijk van Ligne (-1516) ∞ Maria van Glymes (-)                        | Lodewijk van Ligne (-1516) ∞ Maria van Glymes (-)                        | Lodewijk van Ligne (-1516) ∞ Maria van Glymes (-)                        | Lodewijk van Ligne (-1516) ∞ Maria van Glymes (-)                        |
| Jan van Ligne (1525-1568)    |                                                                 |                                                                 |                                                                        |                                                                        |                                                                          |                                                                          |                                                                          |                                                                          |